# Vriesea pauciflora
Vriesea pauciflora är en gräsväxtart som beskrevs av Carl Christian Mez. Vriesea pauciflora ingår i släktet Vriesea och familjen Bromeliaceae. Inga underarter finns listade i Catalogue of Life.